# Rocca aldobrandesca (Porto Ercole)
La Rocca aldobrandesca, nota anche come Rocca Spagnola, è una fortificazione costiera situata presso Porto Ercole, località del Monte Argentario; costituiva nei secoli passati uno dei baluardi del sistema difensivo del promontorio.

## Storia

### Il castello medievale
Sul colle su cui sorge la rocca vi era anticamente un piccolo oratorio dedicato a San Giovanni Evangelista, menzionato da Papa Gregorio VII in una bolla papale del 1074. Purtroppo la storia medievale di questo territorio ci è giunta molto confusa, poiché queste terre venivano conquistate e cedute a distanza di pochi anni. Ci fu stabilità solamente quando, nel XIII secolo, questo territorio venne dato in enfiteusi a Margherita Aldobrandeschi, contessa di Sovana, dall'Abbazia delle Tre Fontane; ella fece costruire una torre quadrata come simbolo del potere. Questa torre costituì il primo nucleo della rocca. In seguito la torre passò in eredità agli Orsini di Pitigliano, che portarono a termine l'opera di incastellamento. Con la conquista di Porto Ercole da parte dei senesi nel corso del Quattrocento e la conseguente annessione alla Repubblica di Siena, venne inviato a Porto Ercole il celebre artista Lorenzo di Pietro detto il Vecchietta a restaurare e ampliare il castello. Egli aggiunse due torri circolari, dando al castello una forma triangolare. Si sentì però il bisogno di costruire anche un borgo ai piedi della fortificazione, così al Vecchietta venne ordinato di edificare una "terra abitevole, di grandezza almeno quanto el campo della città di Siena". L'architetto costruì così una cortina muraria che scendeva dalle due torri circolari fino al mare, dotandole di due porte, di cui la principale ad arco acuto senese e protetta da bertesca, e la secondaria ad arco ribassato e controllata da una torre semicilindrica. Inoltre risistemò una torre bizantina che era all'entrata del porto usandola come punto di incontro delle cortine murarie. In questo momento Porto Ercole appariva come una grande castello muragliato e turrito, coronato in alto da una rocca triangolare. Nel 1487, l'ingegnere militare Francesco di Giorgio Martini effettuò dei lavori atti ad ampliare e rinforzare la costruzione del Vecchietta. Egli mise mano maggiormente alla rocca, dotandola di ulteriori cortine murarie, e di due casseri triangolari verso il borgo. Inoltre rimaneggiò la torre bizantina inglobandola in un grande baluardo difensivo, il Bastione di Santa Barbara, rendendolo accessibile dalla rocca mediante un camminamento coperto all'interno delle mura. Ma il problema della rocca rimaneva l'approvvigionamento idrico, data la mancanza di sorgenti vicine. Vennero allora realizzate nella fortificazione delle cisterne coperte a volta, dotate in superficie di vere di pozzo, per la raccolta dell'acqua piovana.

### La fortezza rinascimentale

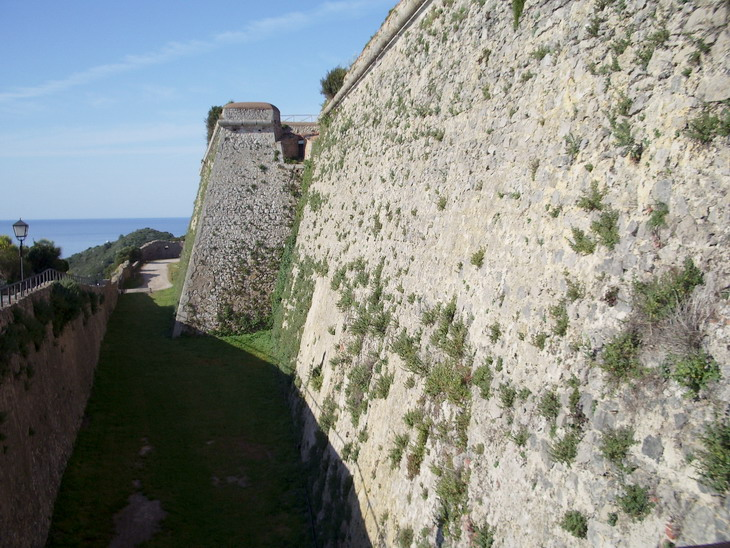
Bastione ovest della rocca

Sempre sotto il dominio senese, nel periodo rinascimentale furono effettuati altri lavori di riqualificazione nel 1543 su progetto di Anton Maria Lari, che si ispirò ai canoni di Baldassarre Peruzzi: in questa fase furono rafforzate le mura di cinta. In seguito i lavori vennero diretti da Bernardo Buontalenti, che ampliò notevolmente la Rocca, dotandola di imponenti bastionatore e terrapieni, e trasformandola così in una fortificazione alla moderna. Inoltre egli va ricordato per la costruzione della cappella di San Giovanni, piccolo gioiello del Rinascimento, usando il precedente oratorio medievale come sacrestia. Questi ampliamenti conferirono alla fortificazione la forma attuale. In questo lungo periodo la rocca costituiva un punto di riferimento per il sistema difensivo del litorale meridionale della Repubblica di Siena, svolgendo funzioni di avvistamento, di difesa e di offesa, oltre a poter comunicare attraverso segnalazioni luminose con il Forte Sant'Ippolito a ovest, che sorgeva nel luogo del Forte Stella, e con il Forte della Galera a nord, che sorgeva dove in seguito fu costruito il Forte Filippo.
Nella seconda metà del Cinquecento, l'intera area dell'Argentario entrò a far parte dello Stato dei Presidii e la fortificazione venne integrata nel sistema difensivo del promontorio, nell'ambito del quale svolgeva funzioni di avvistamento, di difesa ed offesa. In questo periodo gli Spagnoli incaricarono l'ingegnere militare Giovanni Camerini come direttore dei lavori per la ristrutturazione della preesistente struttura difensiva, che venne ulteriormente fortificata con il potenziamento del fortilizio esterno bastionato e delle garitte per le sentinelle; furono realizzati anche cunicoli sotterranei attraverso i quali era stata messa in collegamento la struttura difensiva al Palazzo dei Governanti

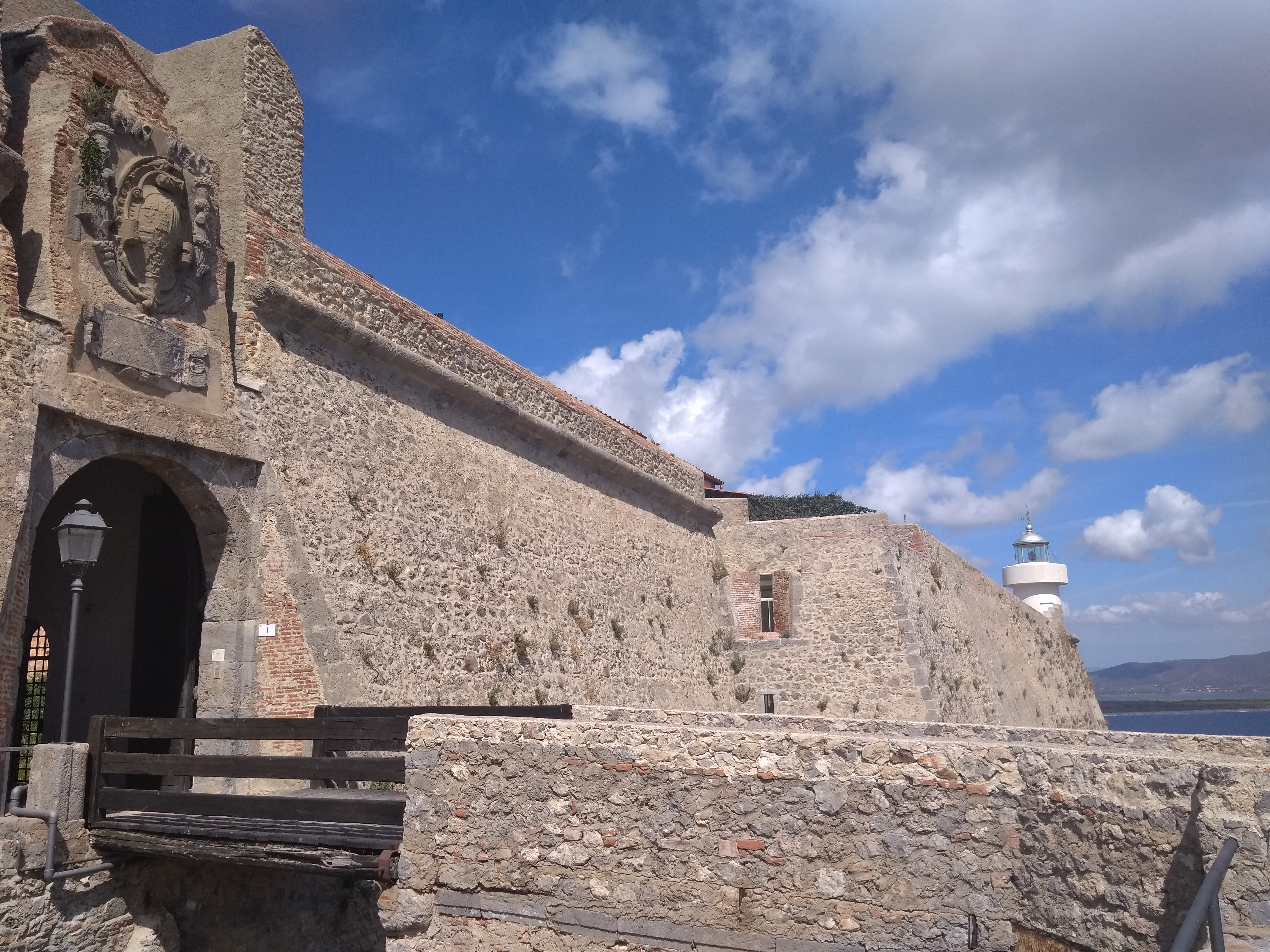
Bastione est con il faro

In epoca ottocentesca la rocca divenne temporaneamente un avamposto difensivo del Granducato di Toscana, per poi passare definitivamente al Regno d'Italia. Proprio dopo l'Unità d'Italia iniziò la graduale dismissione della struttura militare, mentre nel 1862 fu costruito il faro di Porto Ercole, a pianta circolare, all'angolo della rocca prossimo alla punta del promontorio. Alla fine dell'Ottocento la rocca fu trasformata in carcere, che durante la prima guerra mondiale ospitava i prigionieri nemici.
Dopo la seconda guerra mondiale la rocca venne definitivamente chiusa e venduta interamente a privati, che in parte trasformarono i fabbricati interni in residenze abitative, mentre altri ambienti esterni al fossato perimetrale divennero di proprietà comunale.
Tra il 1954 e il 1956 vi risiedette lo scrittore statunitense Robert Penn Warren, che proprio in quel periodo compose l'opera con la quale vinse il Premio Pulitzer per la poesia.

## Descrizione

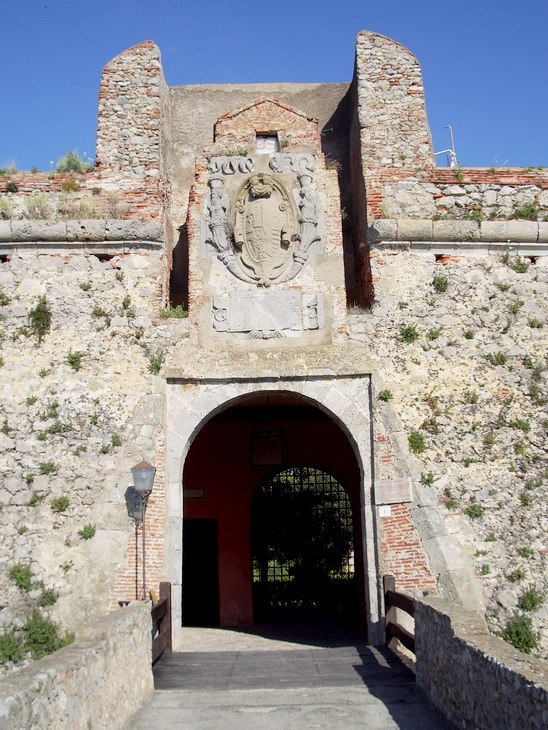
Ingresso principale

La rocca presenta una forma irregolarmente stellata che si adatta all'orografia del promontorio. Nell'insieme, prevalgono gli elementi stilistici ed architettonici rinascimentali e tardo-cinquecenteschi, che furono conferiti al complesso dai lavori di ristrutturazione ed ampliamento effettuati dai Senesi prima e dagli Spagnoli poi, mentre del periodo medievale rimangono la base della torre, le due torri cilindriche del Vecchietta e le mura di Francesco di Giorgio Martini. Esternamente è costituita da un fortilizio composto da spesse cortine murarie in pietra con basamento a scarpa cordonato, il cui parapetto soprastante racchiude l'area che costituisce il basamento per i vari fabbricati che in passato erano adibiti a funzioni militari. Il fortilizio è costituito da quattro bastioni angolari, dei quali quelli settentrionali presentano una forma pentagonale irregolare, mentre quelli meridionali sono molto più allungati e di forma triangolare, con le garitte che si sono conservati ai rispettivi vertici. Il bastione all'angolo sud-occidentale è a sua volta protetto esternamente da un'altra cortina muraria che si articola a forma trapezoidale racchiudendolo interamente. L'intero fortilizio esterno è protetto, nei punti deboli, da un caratteristico fossato, che in passato garantiva maggiore sicurezza in caso di incursione nemica. Il bastione nord-orientale comprende invece la torre circolare del faro di Porto Ercole che venne realizzato nel 1862.
La porta d'ingresso principale alla struttura si apre lungo il lato orientale ed è preceduta da un caratteristico ponte levatoio. La doppia porta si apre ad arco tondo nel notevole spessore della cortina muraria del fortilizio esterno ove è situato il rivellino; sopra l'architrave che sovrasta l'arco è collocato un grande stemma dello Stato dei Presidii, sopra il quale vi è una garitta protettiva dalla quale scendono due lunghe e strette fessure verticali dalle quali passavano le corde che servivano per il sollevamento del ponte levatoio. Una porta d'ingresso secondaria, anch'essa altrettanto protetta, si apriva lungo le cortine murarie rivolte verso il centro storico di Porto Ercole.
All'interno del complesso si trovano i vari fabbricati, gran parte dei quali erano adibiti a funzioni militari. Oltre agli alloggi delle guarnigioni, era presente una polveriera, un presidio di primo soccorso, le due torrette di avvistamento, in larga parte trasformate, e la cappella ad aula unica che si affaccia nella piazza interna.

### La Cappella di San Giovanni

Piazzetta interna

La cappella venne costruita da Bernardo Buontalenti durante i lavori cinquecenteschi, riadattando in parte un oratorio medievale. Essa ha una facciata rettangolare molto semplice, aperta da tre arcate a tutto sesto sormontate da finestre rettangolari con cornici in pietra serena e sostenute da pilatri quadrangolari. L'arcata centrale inquadra il portale rinascimentale, molto simile a quello della Basilica di Santa Trinita a Firenze, mentre quelle laterali inquadrano due finestre che illuminano l'interno. In alto a destra alla facciata c'è un campaniletto a vela.
L'interno è ad aula unica a pianta ellittica, coperta da una cupola. Lungo l'ellisse sono disposte simmetricamente delle absidi semicircolari e delle esedre, alcune contenenti affreschi (pur essendo o frammentari o molto ossidati e rimaneggiati, si riconoscono due figure di santi in due esedre sopra la finestre e una crocifissione sopra l'abside di entrata, mentre nell'abside opposto vi è un lacerto di affresco raffigurante due figure (santi?) molto colorate, mentre gli altri affreschi sono molto ossidati ed hanno sunto un tono rossiccio). Le absidi e le esedre sono delineate da cornici scolpite in pietra serena, ed un altro cornicione sempre in pietra serena costituisce il basamento della cupola. Questa aula è illuminata dalle due finestre di facciata e da due oculi che si aprono nella cupola. A sinistra si apre una porta che immette nella sacrestia (forse l'aula dell'antico oratorio), coperta a volta a pdiglione con vele larerali. In essa sono conservate in apposite teche di vetro le ceramiche trovate durante i lavori di restauro della fortezza.